# 亞斯特列布斯科耶湖
57°57′36″N 27°43′19″E / 57.96000°N 27.72194°E
亞斯特列布斯科耶湖（俄语：Ястребское），是俄羅斯的湖泊，位於該國西北部，由普斯科夫州負責管轄，處於佩喬雷區，面積0.2平方公里，集水區面積6.76平方公里，平均水深2.5米，最大水深6米。